# Ukirsari (Grabag)
Ukirsari is een bestuurslaag in het regentschap Purworejo van de provincie Midden-Java, Indonesië. Ukirsari telt 893 inwoners (volkstelling 2010).